# Agrostophyllum uniflorum
Agrostophyllum uniflorum es una orquídea epífita originaria de Nueva Guinea.
El nombre común de Agrostophyllum uniflorum significa "la Agrostophyllum de única flor".

## Distribución y hábitat
Se encuentra en Nueva Guinea en la umbría de los bosques de montaña en alturas de 850 a 2800 m s. n. m.

## Descripción
Es una planta de tamaño mediano que prefiere clima cálido a fresco, es epífita,  con tallo erecto, delgado, sin ramas, ligeramente comprimido lateralmente y  envuelto por un apretado conjunto de vainas. Florece  en una inflorescencia suberecta,  estrictamente lineal  de manera desigual tricuspidada con una sola flor de 1.25 cm de ancho.

## Nombre común
- Español:
- Inglés: The Single Flowered Agrostophyllum.

## Sinonimia
- Agrostophyllum biflorum Ridl. 1916;
- Agrostophyllum oliganthum Schltr. 1912;[3]